# Anthurium panduriforme
Anthurium panduriforme är en kallaväxtart som beskrevs av Heinrich Wilhelm Schott. Anthurium panduriforme ingår i släktet Anthurium och familjen kallaväxter. Inga underarter finns listade.